# BZT Show
De BZT Show (afgeleid van Bloed, Zweet en Tranen) is een voormalig Nederlands kinderprogramma van de KRO-NCRV. Het programma werd gepresenteerd door Pepijn Gunneweg en Jetske van den Elsen.

## Achtergrond
De eerste aflevering van de BZT Show was op 9 september 2006 waarmee het format Buya opvolgde dat liep van 2000 tot en met 2005. Op 11 november 2017 was de laatste aflevering te zien.
In het programma werden wensen van kinderen in vervulling gebracht (te vergelijken met Mooi! Weer De Leeuw). Dit kon variëren van ontmoetingen met bekende Nederlanders tot activiteiten; voor de kinderen zelf, maar ook voor familieleden en meesters en juffen. Ook werden er spellen met de jongens versus de meiden in de studio gespeeld.
Vervangers voor de presentatoren waren Ewout Genemans, Evelien Bosch en Bart Meijer.
Vanaf 2018 werd een soortgelijk programma uitgezonden onder de titel Betreden op eigen risico, gepresenteerd door Daan Boom en Tim Senders.

## Terugkerende programmaonderdelen
- De jongens tegen de meiden - een rode draadspel met verschillende onderdelen zoals: Proppen, Pompen, Op zoek naar de muntjes, de BZTunnel, Hijsen, de Muur, de BZTerminator en de Smeerpijp
- FF serieus - waarin een kind zich persoonlijk richtte tot iemand in zijn of haar omgeving die een opsteker kon gebruiken
- De Ruilbalk - waarin de kinderen hun zelf meegebrachte voorwerpen konden ruilen met willekeurige items die aan een balk opgehangen waren.
- De Schijtstrijd - waarin twee kinderen een zittend op een wc een quiz deden. De verliezer kreeg bruine derrie over zijn hoofd.

Ook de terugkerende tunes van de BZT-band waren kenmerkend voor het programma:
- Jongen, jongens tegen de meiden - voor het gelijknamige spel
- Kom maar ff mee - als er een familielid van buiten de studio werd opgehaald
- Proppen proppen proppen - tijdens het propspel
- Van Ruilen komt huilen - bij de Ruilbalk
- Wat zit er in de la la la la la la la la la la la la la la la la la la la la la la - als de presentator/presentatrice naar de la liep om te kijken of er iets of iemand in zat. (Meestal iets of iemand voor de volgende wens.)

## De Adriaans
De assistenten in het programma werden De Adriaans genoemd. Dit omdat ze in de eerste seizoenen een outfit droegen die leek op het kostuum van de acrobaat uit het duo Bassie en Adriaan. Later droegen zij minder opvallende kleding, maar de naam bleef. In 2017 startte KRO-NCRV een spin-offserie waarin de Adriaans elkaar uitdagen om gekke stunts uit te halen.